# Астей (вазописець)

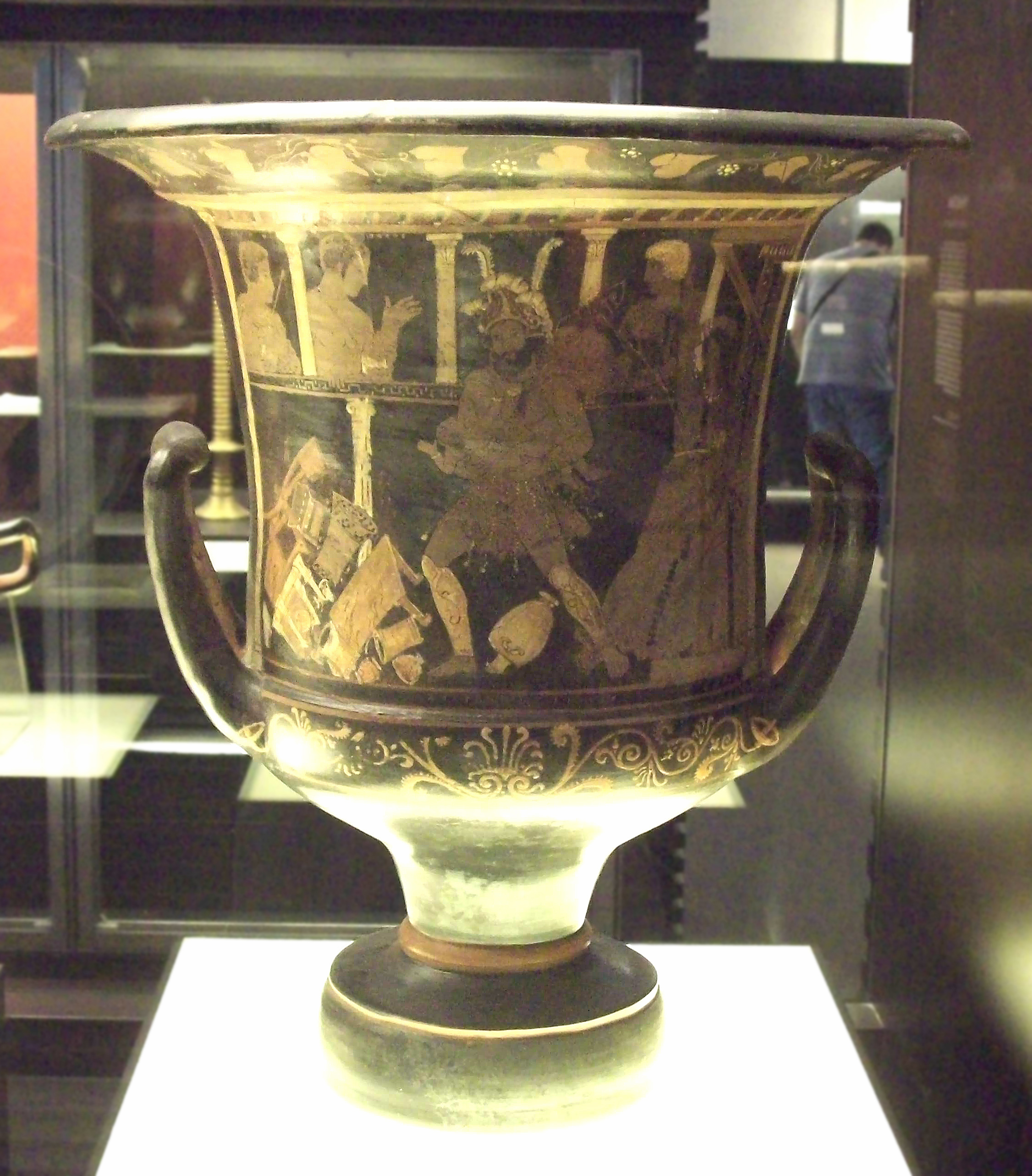
Мадридський кратер, Національний археологічний музей Іспанії, Мадрид

Астей — давньогрецький вазописець, працював у Пестумі в період 350–320 років до н. е. у червонофігурній техніці. Астей керував великою майстернею, більшість робіт в якій виконувались у формі гідрій та кратерів. Сам вазописець у вазописі найчастіше використовував міфологічні та театральні сцени.

## Відомі роботи
- так званий, Мадридський кратер зі сценою божевілля Геракла, Національний археологічний музей Іспанії, Мадрид.
- кратер-кілікс F 3044 зі сценами фліаків, Державне античне зібрання[1]
- скіфос у Музеї в Кааселі.
- кратер-кілікс 81.AE.78, Музей Гетті[2]
- лекана K 570, Лувр[3]
- гідрія 89.98, Художній музей Тампи[4]